# Verein für Rasenspiele Mannheim 1896 1974-1975
Questa voce raccoglie le informazioni riguardanti il Verein für Rasenspiele Mannheim nelle competizioni ufficiali della stagione 1974-1975.

## Stagione
Nella stagione 1974-1975 il VfR Mannheim, allenato da Gunther Baumann e Hermann Jöckel, concluse il campionato di 2. Bundesliga al 20º posto. In Coppa di Germania il VfR Mannheim fu eliminato al secondo turno dal Mülheim.

## Rosa
| N. |                     | Ruolo | Calciatore             |
| -- | ------------------- | ----- | ---------------------- |
|    | Germania (bandiera) | P     | Heinz Kraus            |
|    | Germania (bandiera) | P     | Rolf Seitz             |
|    | Germania (bandiera) | D     | Walter Keuerleber      |
|    | Germania (bandiera) | D     | Alex Meier             |
|    | Germania (bandiera) | D     | Dieter Rösel           |
|    | Germania (bandiera) | D     | Bernhard Schwarzweller |
|    | Germania (bandiera) | D     | Siegfried Somnitz      |
|    | Germania (bandiera) | D     | Peter Ziegler          |
|    | Germania (bandiera) | C     | Peter Diringer         |
|    | Germania (bandiera) | C     | Jörg Gardenne          |
|    | Germania (bandiera) | C     | Heribert Grunert       |

| N. |                     | Ruolo | Calciatore       |
| -- | ------------------- | ----- | ---------------- |
|    | Serbia (bandiera)   | C     | Branislav Krstić |
|    | Germania (bandiera) | C     | Stefan Rückert   |
|    | Germania (bandiera) | C     | Rolf Schmitt     |
|    | Germania (bandiera) | C     | Peter Spankowski |
|    | Germania (bandiera) | C     | Bernd Winkler    |
|    | Germania (bandiera) | A     | Bernd Detterer   |
|    | Germania (bandiera) | A     | Michael Grunert  |
|    | Germania (bandiera) | A     | Ludwig Hartmann  |
|    | Germania (bandiera) | A     | Manfred Mattes   |
|    | Germania (bandiera) | A     | Rudolf Pluharsch |
|    | Serbia (bandiera)   | A     | Vladimir Savić   |

## Organigramma societario
Area tecnica
- Allenatore: Hermann Jöckel
- Allenatore in seconda:
- Preparatore dei portieri:
- Preparatori atletici:

## Calciomercato

### Sessione estiva
| Acquisti | Acquisti       | Acquisti          | Acquisti |
| R.       | Nome           | da                | Modalità |
| -------- | -------------- | ----------------- | -------- |
| C        | Stefan Rückert | Kickers Offenbach |          |

| Cessioni | Cessioni         | Cessioni         | Cessioni |
| R.       | Nome             | a                | Modalità |
| -------- | ---------------- | ---------------- | -------- |
| D        | Slobodan Jovanić | Waldhof Mannheim |          |
| A        | Jürgen Schieck   | Eppingen         |          |

### Sessione invernale
| Acquisti | Acquisti | Acquisti | Acquisti |
| R.       | Nome     | da       | Modalità |
| -------- | -------- | -------- | -------- |

| Cessioni | Cessioni | Cessioni | Cessioni |
| R.       | Nome     | a        | Modalità |
| -------- | -------- | -------- | -------- |

## Risultati

### 2. Bundesliga

#### Girone di andata
| Arbitro: | Greiner |

|              |           |                                   |
| Detterer 18’ | Marcatori | 66’ Schley 80’ Schmidt 82’ Henkes |

| Arbitro: | Engelhardt |

|                                                   |           |              |
| Dussier 20’, 89’ Warken 25’ Weschke 86’ Spohr 88’ | Marcatori | 69’ Hartmann |

| Arbitro: | Aldinger |

|                          |           |             |
| Hartmann 29’ Schmitt 85’ | Marcatori | 90’ Metzger |

| Arbitro: | Möckel |

|                                |           |  |
| Lindemann 23’, 40’ Drexler 79’ | Marcatori |  |

| Arbitro: | Dahler |

|                                 |           |                      |
| Schmitt 29’ Diringer 89’ (rig.) | Marcatori | 15’ Zapf 63’ Lippert |

| Arbitro: | Eichhorn |

|                                            |           |            |
| Seubert 40’, 74’ Emmerich 84’ Skrotzki 89’ | Marcatori | 81’ Mattes |

| Arbitro: | Betz |

|           |           |                                          |
| Savić 53’ | Marcatori | 13’ Berger 74’, 88’ Hoffmann 78’ Trenkel |

| Arbitro: | Riegg |

|                       |           |  |
| Bartels 10’ Böhni 62’ | Marcatori |  |

| Arbitro: | Steigele |

|                                        |           |             |
| Krstić 57’ Hartmann 61’ Spankowski 65’ | Marcatori | 47’ Geinzer |

| Arbitro: | Sinnewe |

|            |           |                   |
| Krauth 40’ | Marcatori | 84’ Schwarzweller |

| Arbitro: | Gewahl |

|                                         |           |                                                |
| Schwarzweller 10’ (rig.) Spankowski 72’ | Marcatori | 8’ Haug 36’ Roth 75’ (aut.) Schmitt 81’ Holoch |

| Arbitro: | Greiner |

|                    |           |  |
| Lucas 35’ Horn 60’ | Marcatori |  |

| Arbitro: | Dreher |

|                            |           |                                                       |
| Hartmann 6’ Spankowski 40’ | Marcatori | 32’, 48’ Renner 53’ Hohenwarter 72’ Köstler 73’ Göppl |

| Heilbronn 9 novembre 1974, ore 15:00 CET 14ª giornata | Heilbronn | 0 – 0 referto | VfR Mannheim | Städtisches Stadion (3 500 spett.)\| Arbitro: \| Ross \| |
| Arbitro:                                              | Ross      |               |              |                                                          |

| Arbitro: | Langhans |

|                                        |           |  |
| Savić 11’ Hartmann 34’, 60’ Mattes 54’ | Marcatori |  |

| Arbitro: | Hautz |

|                                                        |           |              |
| Ludwig 10’ Pankotsch 25’, 66’, 75’ Lenz 68’ Diener 88’ | Marcatori | 28’ Hartmann |

| Arbitro: | Schmoock |

|  |           |                                                |
|  | Marcatori | 25’ Fazlić 43’ Denz 52’ Lübeke 68’, 87’ Holzer |

| Arbitro: | Huster |

|                          |           |              |
| Schwarzweller 34’ (rig.) | Marcatori | 6’ Obermeier |

| Fürth 14 dicembre 1974, ore 15:00 CET 19ª giornata | Fürth   | 0 – 0 referto | VfR Mannheim | Sportpark Ronhof (2 000 spett.)\| Arbitro: \| Hellwig \| |
| Arbitro:                                           | Hellwig |               |              |                                                          |

#### Girone di ritorno
| Neunkirchen 19 gennaio 1975, ore 15:00 CET 20ª giornata | Borussia Neunkirchen | 0 – 0 referto | VfR Mannheim | Ellenfeldstadion (2 500 spett.)\| Arbitro: \| Morschett \| |
| Arbitro:                                                | Morschett            |               |              |                                                            |

| Arbitro: | Nützel |

|                   |           |  |
| Hartmann 55’, 77’ | Marcatori |  |

| Arbitro: | Walz |

|                             |           |  |
| Keller 30’, 90’ Starzak 39’ | Marcatori |  |

| Arbitro: | Ross |

|              |           |  |
| Hartmann 20’ | Marcatori |  |

| Arbitro: | Greiner |

|                              |           |  |
| Lippert 29’ Stark 35’ (rig.) | Marcatori |  |

| Arbitro: | Grether |

|              |           |              |
| Detterer 40’ | Marcatori | 12’ Emmerich |

| Arbitro: | Nützel |

|                                                  |           |  |
| Hoffmann 20’, 68’, 86’ Gutzeit 88’ Haunstein 90’ | Marcatori |  |

| Arbitro: | Betz |

|                   |           |                        |
| Schwarzweller 40’ | Marcatori | 16’ Martin 77’ Bartels |

| Arbitro: | Eichhorn |

|                                                            |           |  |
| Petrovic 24’ Walitza 54’, 64’ Hiestermann 84’ Pechtold 86’ | Marcatori |  |

| Arbitro: | Hellwig |

|                      |           |  |
| Krstić 7’ Mattes 34’ | Marcatori |  |

| Arbitro: | Biwersi |

|          |           |  |
| Redl 52’ | Marcatori |  |

| Arbitro: | Boos |

|              |           |                                               |
| Hartmann 60’ | Marcatori | 12’ Größler 27’ Breuer 65’, 78’, 90’ Sichmann |

| Arbitro: | Leist |

|                 |           |              |
| Hohenwarter 75’ | Marcatori | 15’ Hartmann |

| Arbitro: | Luca |

|                   |           |                                |
| Mattes 72’ (rig.) | Marcatori | 48’, 75’ (rig.) Mall 71’ Grimm |

| Arbitro: | Sinnewe |

|                                        |           |              |
| Klag 23’ Nicastro 65’ Spannenkrebs 71’ | Marcatori | 30’ Hartmann |

| Arbitro: | Dreher |

|                                   |           |                     |
| Diringer 18’, 67’ Krstić 74’, 75’ | Marcatori | 25’ Ludwig 58’ Lenz |

| Arbitro: | Hontheim |

|  |           |                             |
|  | Marcatori | 46’, 90’ Krstić 83’ Schmitt |

| Arbitro: | Föckler |

|             |           |              |
| Höbusch 26’ | Marcatori | 53’ Gardenne |

| Arbitro: | Pfleiderer |

|                         |           |                |
| Krstić 13’ Hartmann 84’ | Marcatori | 68’, 82’ Unger |

### Coppa di Germania
| Arbitro: | Eschweiler |

|                                                                                                |           |  |
| Schwarzweller 8’ Diringer 27’ (rig.) Krstić 42’, 43’ Schmitt 44’ Hartmann 75’, 78’ Ziegler 83’ | Marcatori |  |

| Arbitro: | Luca |

|                     |           |  |
| Bals 23’ Mertes 69’ | Marcatori |  |

## Statistiche

### Statistiche di squadra
| Competizione      | Punti | In casa | In casa | In casa | In casa | In casa | In casa | In trasferta | In trasferta | In trasferta | In trasferta | In trasferta | In trasferta | Totale | Totale | Totale | Totale | Totale | Totale | DR  |
| Competizione      | Punti | G       | V       | N       | P       | Gf      | Gs      | G            | V            | N            | P            | Gf           | Gs           | G      | V      | N      | P      | Gf     | Gs     | DR  |
| ----------------- | ----- | ------- | ------- | ------- | ------- | ------- | ------- | ------------ | ------------ | ------------ | ------------ | ------------ | ------------ | ------ | ------ | ------ | ------ | ------ | ------ | --- |
| 2. Bundesliga     | 26    | 19      | 7       | 4       | 8       | 33      | 41      | 19           | 1            | 6            | 12           | 10           | 44           | 38     | 8      | 10     | 20     | 43     | 85     | -42 |
| Coppa di Germania | -     | 1       | 1       | 0       | 0       | 8       | 0       | 1            | 0            | 0            | 1            | 0            | 2            | 2      | 1      | 0      | 1      | 8      | 2      | +6  |
| Totale            | 26    | 20      | 8       | 4       | 8       | 41      | 41      | 20           | 1            | 6            | 13           | 10           | 46           | 40     | 9      | 10     | 21     | 51     | 87     | -36 |

### Andamento in campionato
| Giornata  | 1  | 2  | 3  | 4  | 5  | 6  | 7  | 8  | 9  | 10 | 11 | 12 | 13 | 14 | 15 | 16 | 17 | 18 | 19 | 20 | 21 | 22 | 23 | 24 | 25 | 26 | 27 | 28 | 29 | 30 | 31 | 32 | 33 | 34 | 35 | 36 | 37 | 38 |
| --------- | -- | -- | -- | -- | -- | -- | -- | -- | -- | -- | -- | -- | -- | -- | -- | -- | -- | -- | -- | -- | -- | -- | -- | -- | -- | -- | -- | -- | -- | -- | -- | -- | -- | -- | -- | -- | -- | -- |
| Luogo     | C  | T  | C  | T  | C  | T  | C  | T  | C  | T  | C  | T  | C  | T  | C  | T  | C  | C  | T  | T  | C  | T  | C  | T  | C  | T  | C  | T  | C  | T  | C  | T  | C  | T  | C  | T  | T  | C  |
| Risultato | P  | P  | V  | P  | N  | P  | P  | P  | V  | N  | P  | P  | P  | N  | V  | P  | P  | N  | N  | N  | V  | P  | V  | P  | N  | P  | P  | P  | V  | P  | P  | N  | P  | P  | V  | V  | N  | N  |
| Posizione | 17 | 20 | 17 | 17 | 19 | 20 | 20 | 20 | 18 | 17 | 20 | 20 | 20 | 20 | 20 | 20 | 20 | 20 | 20 | 20 | 18 | 18 | 18 | 19 | 19 | 19 | 19 | 19 | 19 | 19 | 19 | 20 | 20 | 20 | 20 | 20 | 20 | 20 |

Legenda:

Luogo: C = Casa; T = Trasferta. Risultato: V = Vittoria; N = Pareggio; P = Sconfitta.

### Statistiche dei giocatori
| Giocatore        | 2. Bundesliga | 2. Bundesliga | 2. Bundesliga | 2. Bundesliga | Coppa di Germania | Coppa di Germania | Coppa di Germania | Coppa di Germania | Totale   | Totale | Totale      | Totale     |
| Giocatore        | Presenze      | Reti          | Ammonizioni   | Espulsioni    | Presenze          | Reti              | Ammonizioni       | Espulsioni        | Presenze | Reti   | Ammonizioni | Espulsioni |
| ---------------- | ------------- | ------------- | ------------- | ------------- | ----------------- | ----------------- | ----------------- | ----------------- | -------- | ------ | ----------- | ---------- |
| B. Detterer      | 38            | 2             | 1             | 0             | 2                 | 0                 | 0                 | 0                 | 40       | 2      | 1           | 0          |
| P. Diringer      | 28            | 3             | 0             | 0             | 1                 | 1                 | 0                 | 0                 | 29       | 4      | 0           | 0          |
| J. Gardenne      | 2             | 1             | 0             | 0             | 0                 | 0                 | 0                 | 0                 | 2        | 1      | 0           | 0          |
| H. Grunert       | 10            | 0             | 0             | 0             | 1                 | 0                 | 0                 | 0                 | 11       | 0      | 0           | 0          |
| M. Grunert       | 4             | 0             | 0             | 0             | 0                 | 0                 | 0                 | 0                 | 4        | 0      | 0           | 0          |
| L. Hartmann      | 35            | 14            | 8             | 0             | 2                 | 2                 | 0                 | 0                 | 37       | 16     | 8           | 0          |
| W. Keuerleber    | 29            | 0             | 1             | 0             | 2                 | 0                 | 0                 | 0                 | 31       | 0      | 1           | 0          |
| H. Kraus         | 20            | 0             | 0             | 0             | 2                 | 0                 | 0                 | 0                 | 22       | 0      | 0           | 0          |
| B. Krstić        | 30            | 7             | 0             | 0             | 2                 | 2                 | 1                 | 0                 | 32       | 9      | 1           | 0          |
| M. Mattes        | 34            | 4             | 0             | 0             | 2                 | 0                 | 0                 | 0                 | 36       | 4      | 0           | 0          |
| A. Meier         | 7             | 0             | 0             | 0             | 0                 | 0                 | 0                 | 0                 | 7        | 0      | 0           | 0          |
| R. Pluharsch     | 0             | 0             | 0             | 0             | 0                 | 0                 | 0                 | 0                 | 0        | 0      | 0           | 0          |
| D. Rösel         | 25            | 0             | 2             | 0             | 1                 | 0                 | 0                 | 0                 | 26       | 0      | 2           | 0          |
| S. Rückert       | 6             | 0             | 0             | 0             | 0                 | 0                 | 0                 | 0                 | 6        | 0      | 0           | 0          |
| V. Savić         | 28            | 2             | 2             | 0             | 1                 | 0                 | 0                 | 0                 | 29       | 2      | 2           | 0          |
| R. Schmitt       | 37            | 3             | 0             | 0             | 2                 | 1                 | 0                 | 0                 | 39       | 4      | 0           | 0          |
| B. Schwarzweller | 38            | 4             | 1             | 0             | 2                 | 1                 | 0                 | 0                 | 40       | 5      | 1           | 0          |
| R. Seitz         | 20            | 0             | 0             | 0             | 0                 | 0                 | 0                 | 0                 | 20       | 0      | 0           | 0          |
| S. Somnitz       | 34            | 0             | 10            | 0             | 2                 | 0                 | 0                 | 0                 | 36       | 0      | 10          | 0          |
| P. Spankowski    | 13            | 3             | 7             | 0             | 2                 | 0                 | 0                 | 0                 | 15       | 3      | 7           | 0          |
| B. Winkler       | 7             | 0             | 0             | 0             | 0                 | 0                 | 0                 | 0                 | 7        | 0      | 0           | 0          |
| P. Ziegler       | 25            | 0             | 4             | 1             | 2                 | 1                 | 1                 | 0                 | 27       | 1      | 5           | 1          |